# Kotjärnen (Los socken, Hälsingland, 683377-145130)
Kotjärnen är en sjö i Ljusdals kommun i Hälsingland och ingår i Dalälvens huvudavrinningsområde.